# Kusarigama

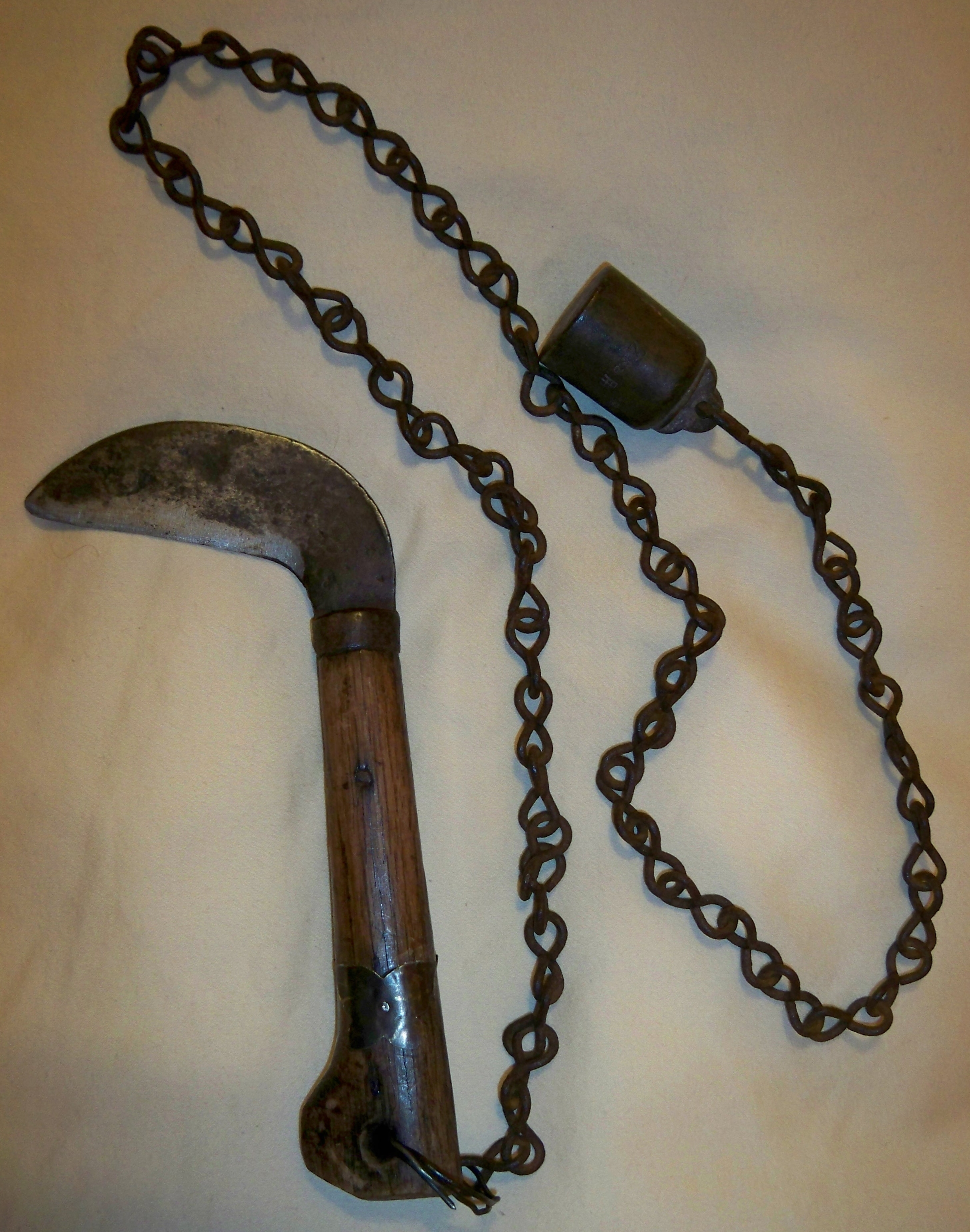
Kusarigama.

La Kusarigama (鎖鎌?  lit. hoz con cadena; llamada también Kusarikama o Nagegama) es un arma originaria de Japón compuesta por una hoz (kama) unida a una cadena (kusari) con una longitud entre 1 y 3 metros y que tenía un peso de hierro o piedra (omori) en su extremo (el omori solía ser una esfera o un cono, a veces de forma puntiaguda, de unos 3 o 5 cm de diámetro). La cadena posee un diseño como el del manriki, otra arma japonesa.

## Métodos de uso
Generalmente para atacar con esta arma se hacía girar el omori sobre la cabeza y luego este se lanzaba contra el arma del oponente (lanzas o espadas generalmente) o para inmovilizar sus brazos o piernas. Esto otorgaba al usuario de la kusarigama una ventaja para poder avanzar contra su oponente golpeándolo con la kama.
También se utilizaba el lado del omori para golpear a los oponentes directamente, causando heridas graves mientras se mantenía fuera del alcance del arma del oponente.

## Momentos históricos de la kusarigama

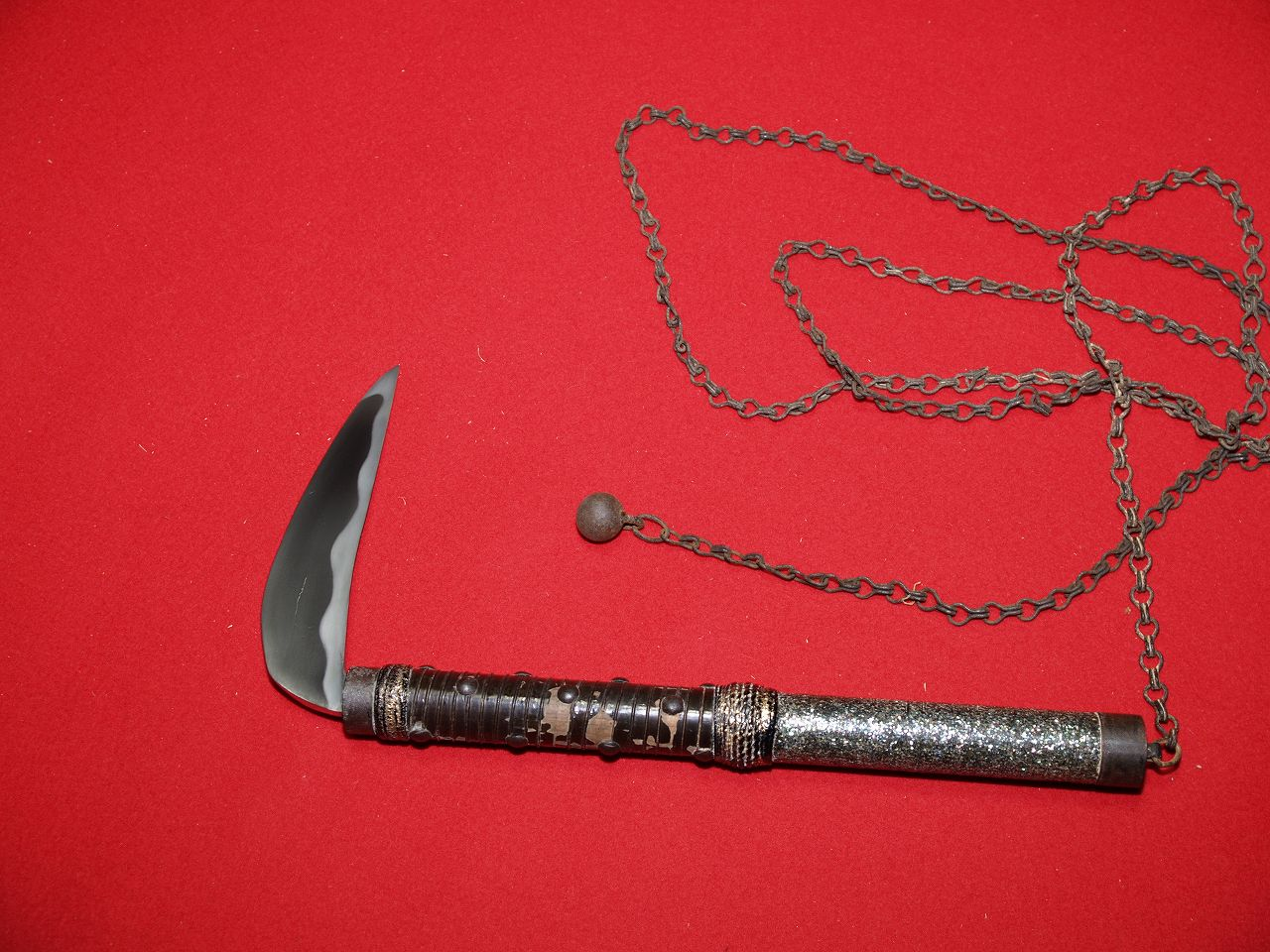

Por su diseño, la kusarigama se consideraba como un arma que podía contraatacar bien a las espadas y a las lanzas. Cuentan los registros que la kusarigama fue muy popular en el Japón feudal, había muchas escuelas que enseñaban el Kobudō del Kusarigama Jutsu (el arte del Kusarigama) que a su vez deriva del Kama Jutsu (el arte del Kama), desde el siglo XII al XVII, fue usada como arma oculta por granjeros, comerciantes, artesanos a los que no se les permitía usar armas, así como ninjas y Samuráis que se especializaban en su uso. El Kusarigamajutsu es actualmente enseñado en el Kohga Ha Kurokawa-Ryu y en el Takedaden Bugei, así como en muchos estilos de jujutsu.  
Un ejemplo notable de las ventajas y desventajas de esta arma es la historia del gran maestro de kusarigama Yamada Shinryukan. A Shinyukan se le conocía por haber matado muchos espadachines con esta arma, hasta que se enfrentó a Araki Mataemon, quien lo hizo entrar en un bosque de bambú, donde, por el entorno, no pudo hacer girar la cadena para atrapar la espada de Mataemon, y por lo tanto murió en combate.